# Munro Briggs Scott
Munro Briggs Scott (1889-1917) fue un botánico inglés, que trabajó extensamente en Kew Gardens. Combatiente como 2.º Tte. en la Primera Guerra Mundial, cayó en la batalla de Arrás en la primavera de 1917.
- La abreviatura «M.B.Scott» se emplea para indicar a Munro Briggs Scott como autoridad en la descripción y clasificación científica de los vegetales.[2]